# الحياة دراما
الحياة دراما المعروفة سابقاً بـ الحياة مسلسلات هي قناة فضائية مصرية وإحدى قنوات المتحدة للخدمات الإعلامية، تُبث على القمر الصناعي المصري نايل سات، وهي ثاني قناة تطلقها شبكة تليفزيون الحياة بعد قناة الحياة وانطلقت في يونيو 2008، وهي قناة متخصصة في عرض المسلسلات والدراما، ومنذ جائحة كورونا وهي تعرض أفلام ومسرحيات وتعود لعرض المسلسلات مرةً أخرى في شهر رمضان.